# Artziniega
Artziniega (spanisch Arceniega) ist ein Ort und eine 1.856 Einwohner (Stand: 2024) zählende nordspanische Gemeinde im äußersten Nordwesten der Provinz Álava im Baskenland unmittelbar an der Grenze zur altkastilischen Provinz Burgos. Das historische Zentrum des Ortes ist als Kulturgut (Bien de Interés Cultural) in der Kategorie Conjunto histórico-artístico eingestuft.

## Lage und Klima
Der Ort Artziniega liegt im von bewaldeten Bergen umgebenen Quellgebiet des Río Artziniega in einer Höhe von ca. 210 m. Die Provinzhauptstadt Vitoria-Gasteiz liegt etwa 57 km (Fahrtstrecke) südöstlich; die Großstadt Bilbao ist nur ca. 28 km in nordöstlicher Richtung entfernt. Das Klima ist gemäßigt bis warm; Regen (ca. 1030 mm/Jahr) fällt überwiegend im Winterhalbjahr.

## Bevölkerungsentwicklung
| Jahr      | 1857 | 1900  | 1950  | 2000  | 2019  |
| Einwohner | 969  | 1.106 | 1.137 | 1.338 | 1.821 |

Trotz der Mechanisierung der Landwirtschaft und der Aufgabe bäuerlicher Kleinbetriebe ist die Einwohnerzahl der Gemeinde stetig angewachsen. Zur Gemeinde gehören auch die Dörfer (aldeas) Mendieta, Retes de Tudela, Santa Coloma und Soxoguti.

## Wirtschaft
Die Bewohner der Gemeinde lebten jahrhundertelang als Selbstversorger von der Landwirtschaft, bei der die Viehzucht eine wesentliche Rolle spielte. Allmählich bildeten sich auch Handwerk, Handel und kleinere Dienstleistungsbetriebe heraus. Heute gibt es Gewerbeansiedlungen vor den Toren des Ortes.

## Geschichte
Auf dem Gemeindegebiet wurden Fundstücke entdeckt, die auf die Anwesenheit prähistorischer Jäger und Sammler schließen lassen. Bei der Kirche von La Encina wurde Funde aus spätrömischer Zeit gemacht. Kelten, Westgoten und Mauren hinterließen keine archäologisch verwertbaren Spuren. Die erste schriftliche Erwähnung stammt aus einer Urkunde des kastilischen Königs Alfons X. aus dem Jahr 1272; dieser wollte wahrscheinlich einen Ort auf den von ihm beanspruchten Gebiet des Königreichs Navarra ausbauen oder schaffen.

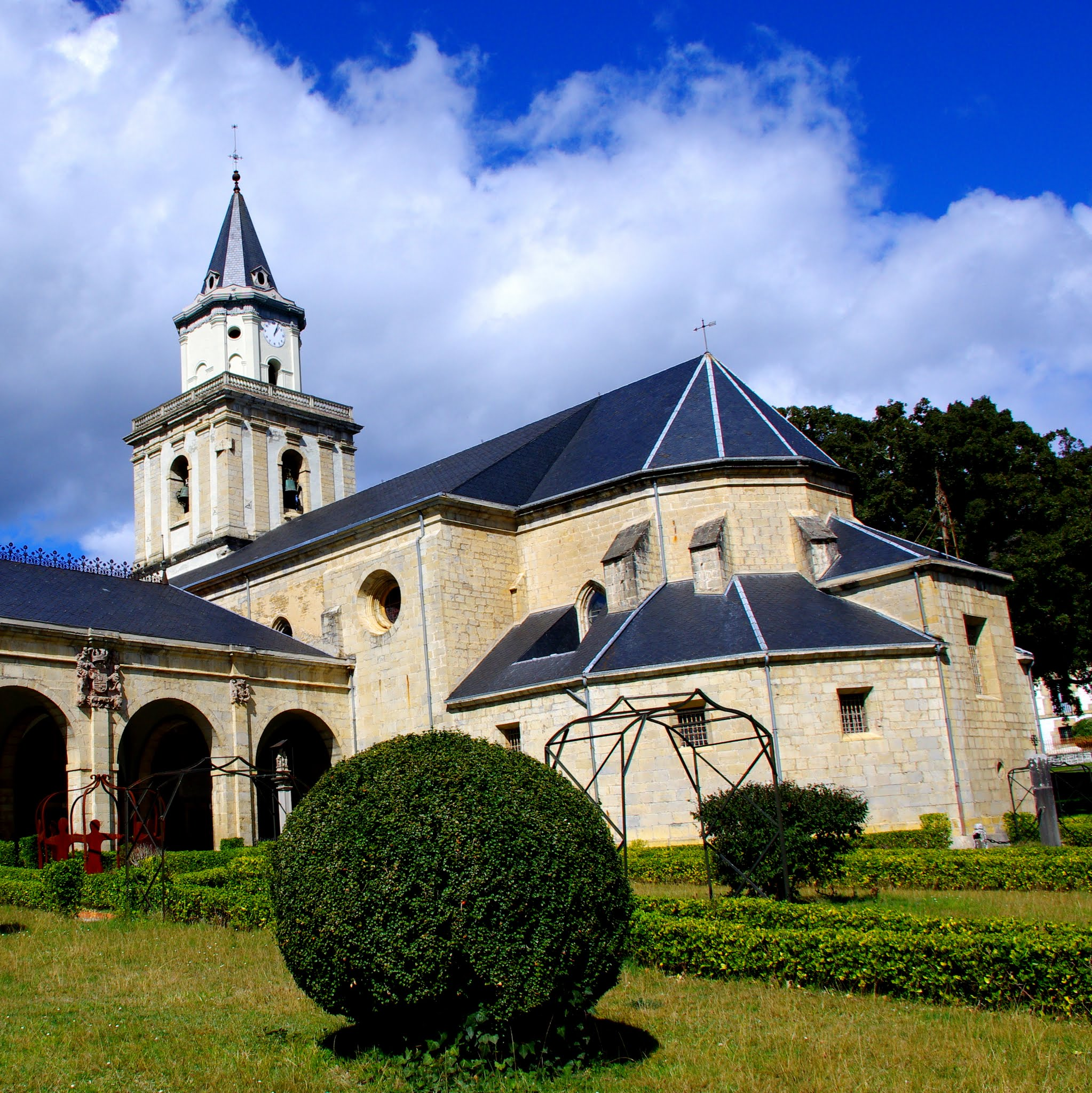
Santuario de Nuestra Señora de la Encina / Arteko Gure Amaren Santutegia

## Sehenswürdigkeiten
- Im historischen Zentrum (casco histórico) des Ortes stehen mehrere wappengeschmückte Häuser aus dem 17. und 18. Jahrhundert.
- Die Iglesia de Nuestra Señora de la Asunción ist der Himmelfahrt Mariens geweiht. Die Gewölbe des Portikus sind zum Teil mit Fresken des 18. oder 19. Jahrhunderts geschmückt.
- Der Convento de Nuestra Señora de los Remedios ist eine Gründung des Ordens der Augustinerinnen.
- Das örtliche Volkskunde-Museum befasst sich mit den handwerklichen Traditionen vergangener Jahrhunderte.

Umgebung
- Ca. 1 km Fußweg nordwestlich des Ortes befindet sich das Santuario de Nuestra Señora de la Encina (baskisch Arteko Gure Amaren Santutegia), welches im Innern einen sehenswerten Barockaltar (retablo) beherbergt.